# Naturpark Wildeshauser Geest
Naturpark Wildeshauser Geest er navnet på en Naturpark i den vestlige del af Niedersachsen i Tyskland. Den er den med 1.500 km² den største Naturpark i delstaten Den væsentligste del ligger i Landkreis Oldenburg, men der er også dele i landkreisene Cloppenburg, Vechta og Diepholz.

## Begrebet Gest
Begrebet  „Gest“ kommer af det plattyske adjektiv güst, der betyder tør og ufrugtbar. Det er et morænelandskab, præget af sandaflejringer fra Saale-istiden. I lavningerne mellem dem er fugtige dårligt afvandede moser

## Wildeshauser Geests beliggenhed
Wildeshauser Geest ligger på den Nordtyske Slette. Mod nord grænser Naturpark Wildeshauser Geest til marsken omkring floderne Hunte og Weser (noget af den sydlige del er med i naturparken), mod til en række moser rækkende mod Wiehengebirge med Großem Moor, Wietingsmoor og Sulinger Moor . Mod nordvest går landskaber over i de Østfrisisk-Oldenburgisk gester. Gesthøjderne i naturparken ligger mellem 50 og 60 moh..
De større vandløb i Naturparken løber fra syd mod nord. Ud over den fra Wiehengebirge kommende flod Hunte, er gælder det vandløbebene Delme, Klosterbach og Hache, alle tre med udspring i Delmenhorster Geest.
Midt i naturparken ligger byerne Wildeshausen, administrationsbyen i Landkreis Oldenburg, og Harpstedt.